# Collection de monographies ethnographiques
Collection de Monographies ethnographiques (Sammlung ethnographischer Monographien) ist eine belgische französischsprachige ethnographische Buchreihe, die 1907–1914 in Brüssel erschien. Die Reihe erschien unter Federführung und teils auch Autorenschaft von Cyrille van Overbergh. Wie die Annalen des Musée du Congo Belge ist sie auf den Congo Belge, d. h. die belgischen kolonialen Besitzungen, fokussiert. Die Texte beschreiben in systematischer Weise und mit dem ethnographischen Wissens seiner Zeit die verschiedenen Volksgruppen in Belgisch-Kongo zu Beginn des 20. Jahrhunderts. Zwischen 1907 und 1914 wurden elf Bände vom Verlag Albert de Wit und dem Institut Internationale de Bibliographie veröffentlicht. Van Overbergh, Generalsekretär der Union des Associations Internationales, war auch der Herausgeber des im Mouvement Sociologique international erschienenen Catalogue des ouvrages ethnographiques, der ebenfalls bei De Witte und dem Office International de Bibliographie erschien. Aus einer Äußerung des Herausgebers ist die geplante Fortsetzung der Buchreihe ersichtlich: „... les Fang, les Bayaka, peut-être davantage“.

## Übersicht
- 1 Les Bangala. 1907. Cyrille van Overbergh (Digitalisat)
- 2 Les Mayombe. 1907. (Digitalisat)
- 3 Les Basonge (État Ind. du Congo). 1908. Cyrille van Overbergh, Édouard de Jonghe (Digitalisat)
- 4 Les Warega (Congo Belge). 1909. Charles Godefroid Félix François Delhaise
- 5 Les Mangbetu (Congo Belge). 1909. Cyrille van Overbergh.
- 6 Les Kuku 1910. Joseph Vanden Plas (Digitalisat)
- 7 Les Ababua. 1911. Joseph Halkin, Ernest Viaene
- 8 Les Mandja. 1911. Fernand Gaud
- 9 Les Baholoholo (Congo belge). 1912. Robert Schmitz
- 10/11 Les Baluba. 1914. R. Pierre Colle (Digitalisat I, II)